# Timo di Giorgio
Timo di Giorgio (* 30. Juli 1988) ist ein deutscher Futsal- und Fußballspieler.

## Werdegang
Erstmals mit Futsal kam di Giorgio im Jahre 2011 in Kontakt, als ein für den FC Portugues Karlsruhe spielender Freund ihn zu einem Turnier einlud. Nachdem er einige Zeit für die Karlsruher gespielt hatte, ging di Giorgio zunächst zum FC Ispringen, bevor er sich im Jahre 2014 dem FC Portus Pforzheim anschloss. Gleich in seiner ersten Saison in Pforzheim wurde di Giorgio mit seiner Mannschaft süddeutscher Vizemeister und erreichte beim DFB-Futsal-Cup 2015 das Viertelfinale. Ein Jahr später wurde der FC Portus erneut süddeutscher Vizemeister und scheiterte bei der Deutschen Meisterschaft 2016 in der Vorrunde.
Am 30. Oktober 2016 gab di Giorgio sein Debüt in der deutschen Futsalnationalmannschaft beim Freundschaftsspiel gegen England. Bei seinen ersten vier Einsätzen konnte di Giorgio jeweils ein Tor erzielen. 
Im Fußball spielt di Giorgio als linker Verteidiger und wechselte im Jahre 2007 zum damaligen Verbandsligisten SV Spielberg. Mit den Spielbergern stieg er im Jahre 2009 in die Oberliga Baden-Württemberg auf. Nach dem direkten Wiederabstieg ging es für di Giorgios Mannschaft sofort wieder hinauf in die Oberliga. Im Jahre 2013 wechselte di Giorgio zum badischen Verbandsligisten TSV Reichenbach, bevor er sich drei Jahre später dem FC Germania Friedrichstal anschloss.